# Windsor Square
Windsor Square est un quartier de la ville de Los Angeles en Californie.

## Description
Ce quartier est parfois utilisé en tant que décor de films policiers à cause de ses maisons de millionnaires et son aspect « film noir ».

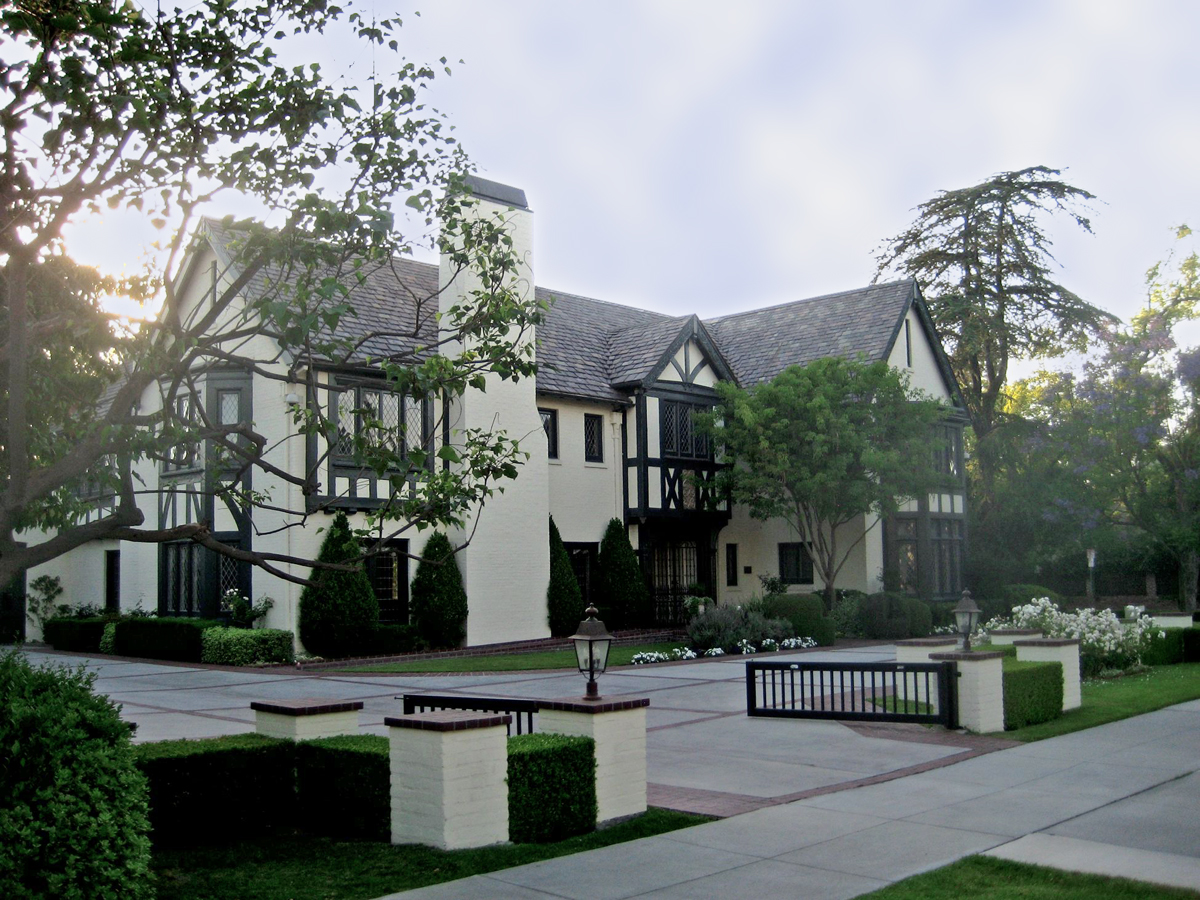
Maison du quartier de Windsor Square

## Personnalités liées à Windsor Square
- Eric Garcetti, maire de Los Angeles depuis 2013
- Chris Brown, chanteur